# Flugplatz Sandskeið

i8
i11
i13
Der Flugplatz Sandskeið (isländisch Sandskeiðsflugvöllur ICAO-Code: BISS) liegt im Hauptstadtgebiet von Island.
Dieser Flugplatz liegt zwischen Reykjavík und Hveragerði südlich neben der Ringstraße  und ist der Hauptsitz des isländischen Segelflugverbandes (Svifflugfélag Íslands).
Er wurde bereits im Jahr 1938 auf Anregung von Agnar Kofoed-Hansen angelegt.
Dieser war später Polizeichef von Reykjavík und später Leiter der Zivilluftfahrtbehörde.
Anfangs wurde der Flugplatz auch für Krankentransportflüge genutzt.
2008 wurde eine Start- und Landebahn 15/33 asphaltiert.
Sie kann auch von Motorflugzeugen genutzt werden und hat die Maße 799 × 18 m.
Zwei weitere Landebahnen haben eine Grasoberfläche. 
Der Flugplatz ist bei der isländischen Flugverwaltung Isavia gelistet und kann für Übungs- und Ausbildungsflüge genutzt werden, wie auch der Flugplatz Stóri-Kroppur.